# Трогер, Пауль
Пауль Тро́гер (нем. Paul Troger; 30 октября 1698[…], Монгуэльфо-Тезидо, Южный Тироль — 20 июля 1762[…], Вена[…]) — австрийский живописец и гравёр, один из самых выдающихся художников позднего австрийского барокко. Учился в Венеции. Мастер монументальных фресковых росписей «в итальянском духе».

## Биография
Пауль Трогер с детства увлекался живописью. Первые уроки в 1712—1714 годах он получил у местного художника Матиаса Дурхнера. Затем при поддержке семьи Фирмиан одарённый юноша до 1716 года получил возможность посещать мастерскую живописца Джузеппе Альберти (1640—1716) в Кавалезе (Трентино-Альто-Адидже, Италия). Епископ Гуркский в 1722 году помог совершить молодому художнику путешествие пo Италии. Пауль учился в Венеции у Джованни Баттисты Пьяццетты, Джованни Баттисты Питтони и Себастьяно Риччи, в Неаполе у Франческо Солимены, а также у Федерико Бенковича и Сильвестро Манайго.
В Болонье и Риме Пауль Трогер копировал произведения итальянских мастеров. Среди тех, кто оказал влияние на его развитие были Карраччи, Лука Джордано и Джузеппе Мариа Креспи.
Вернувшись из Италии, Трогер стал работать в Зальцбурге. Одно из его первых крупных произведений — алтарный образ и роспись купола «Святой Каэтан во славе» церкви Святого Каэтана в Зальцбурге (1725—1728). В 1728 году Трогер переехал в Вену. Там ему представилась возможность изучить работы мастеров фресковой росписи — Иоганна Михаэля Роттмайра и Даниеля Грана. По заказам монастырей Нижней Австрии Пауль Трогер создал большую часть своих монументальных работ, сотрудничая с тирольским архитектором Йозефом Мунгенастом.
Одно из его первых значительных произведений — роспись свода церкви в Ан-дер-Трайзен «Триумф веры» 1730—1731). Но национальной известности Трогер добился благодаря фреске «Триумф Афины Паллады и победа над тёмными силами», созданной на потолке Мраморного зала бенедиктинского монастыря в Мельке на Дунае (ок. 1732). Роспись плафона «Божественная Премудрость в окружении Добродетелей и Наук» выполнена в духе итальянского барокко. Справа от богини на триумфальной колеснице, запряжённой львами, изображены Аврора, Зефир и христианские добродетели, а слева — Падение пороков, Победа Геракла над Цербером и Побег Ночи, образующие динамичные группы. Роспись выполнена под влиянием произведений Андреа Поццо. Фигуры парят в небесной зоне над умело написанной квадратурой, создающей иллюзорную пространственность, изобретённую итальянскими мастерами, но претворённую в духе «австрийского иллюзионизма».
В росписи плафона библиотеки монастыря в Цветле (1732—1733) Трогер использовал мотивы венецианского пейзажа, что характерно для многих его произведений.
На протяжении долгих лет (1732—1752) мастер работал для бенедиктинского монастыря в Альтенбурге, создав одно из значительных произведений монументальной живописи Центральной Европы. В росписи купола церкви (1733—1734), по мотивам Евангелия от Иоанна, повторяется композиция его же фрески в англиканской церкви (1728—1729). Художник довольно часто использовал композиционные решения, опробованные ранее. В библиотеке того же Альтенбургского аббатства Трогер позднее изобразил царя Соломона и царицу Савскую (1742). «Умножение хлебов» в трапезной монастыря в Герасе (1738) примечательно удачной передачей световоздушной атмосферы. Подобный сюжет использован Трогером и ранее в росписи капеллы госпиталя в Градиштко (ныне Чехия, 1731).
В 1739 году Трогер расписал плафон парадной лестницы в аббатстве Гёттвайг с портретом Карла VI в образе солнечного бога Аполлона.
В 1740—1741 годах, когда Трогер находился на вершине славы, он выполнил роспись потолка библиотеки в аббатстве Зайтенштеттен на тему «Поклонение агнцу» (ранее, в 1735 году, художник уже работал в Мраморном зале того же аббатства). Художника, прозванного «любимцем прелатов», заказчики ценили за скорость работы. В поздние годы, чтобы сохранять высокий темп, Трогер обращался к помощи учеников. Одна из последних работ Трогера совместно с учениками — роспись плафона собора в Бриксене «Мадонна с ангелами и святыми» (между 1748 и 1752), отличается экспрессией и эффектной перспективой.
В последние годы жизни Пауль Трогер в связи с ухудшением здоровья более не выполнял работы по фресковой росписи, а писал только станковые картины. Часто произведения, начатые мастером, завершали его ученики.
Трогер скончался в возрасте шестидесяти трёх лет 20 июля 1762 года в Вене. Похоронен в Шоттенкирхе (Шотландской церкви). В 1894 году его именем была названа улица Трогергассе в венском районе Пенцинг (14-й район).

## Особенности стиля и наследие
Тематика творчества Пауля Трогера сводится в основном к религиозным, мифологическим и аллегорическим сюжетам. Все они отмечены чисто тирольским натурализмом и включают бытовые реалистические детали. Однако в своём «экспрессивно-иллюзионистском» стиле Пауль Трогер использовал форму, свет и цвет не только в композиционных, но и в аллегорических целях. В его картинах почти всегда присутствует «светлая» и «тёмная» стороны. Часто именно аллегорические фигуры выполняют функцию «источника света». Экспрессивность композиций Трогера ещё больше усилил его преемник Франц Антон Маульберч. В картинах, созданных Трогером в период 1730-х — 1740-х годов, в тонких тональных градациях и пластических связях между фигурами, можно заметить влияние Карло Маратты и Франческо Тревизани («Смерть Святого Иосифа», 1739—1742; «Мадонна во славе», 1740—1745). Картина «Мученичество Святого Стефана» (1745) отмечена ревностным благочестием, но драматическое напряжение фигур подобно актёрской игре. В композиции «Апофеоз Святого Иоанна Непомука» (Нойклостеркирхе, 1748), изображающей чешского церковного деятеля, канонизированного в 1729 году, фигуры представлены в необычном замысловатом движении.
Особенно популярны были многочисленные эскизы Трогера, выполненные маслом, светлые по колориту, написанные подвижными мазками, с резкими эффектами и дробными формами («Мученичество Святого Себастьяна»); их часто копировали ученики художника.
Рисунки Трогера близки венецианской традиции. Наброски выполнены нервным беглым штрихом; в проработанных рисунках переход от тени к свету обозначен очень тонко с помощью перекрёстных штрихов («Играющие путти»). Трогер создал также около двадцати гравюр в технике офорта и сухой иглы.
Пауль Трогер был выдающимся учителем среди австрийских художников XVIII века. Помимо Иоганна Якоба Цайлера, среди его учеников были тирольцы Мартин Кноллер, Франц Антон Лейтеншторффер, Пьетро Антонио Лоренцони, Йозеф Игнац Мильдорфер и Франц Цоллер, богемцы Иоганн Баптист Венцель Бергль и Франц Ксавер Вагеншон, а также венцы Стефан Дорфмейстер и Йозеф Хаузингер.
Трогер преподавал в Венской академии изобразительных искусств. В начале 1750-х годов он был избран профессором Академии, а в 1754 году стал её ректором. Художники, на которых он оказал большое влияние — Франц Зигрист, Франц Карл Палько, Франц Антон Маульберч, Мартин Кноллер, Каспар Франц Самбах. Пауль Трогер одним из первых отказался от мрачного колорита в пользу яркой цветовой гаммы, характерной для итальянской живописи. Это обстоятельство и экспрессивная, эффектная манера письма Трогера оказали существенное влияние на творчество австрийских художников последующих десятилетий.

## Фрески Пауля Трогера

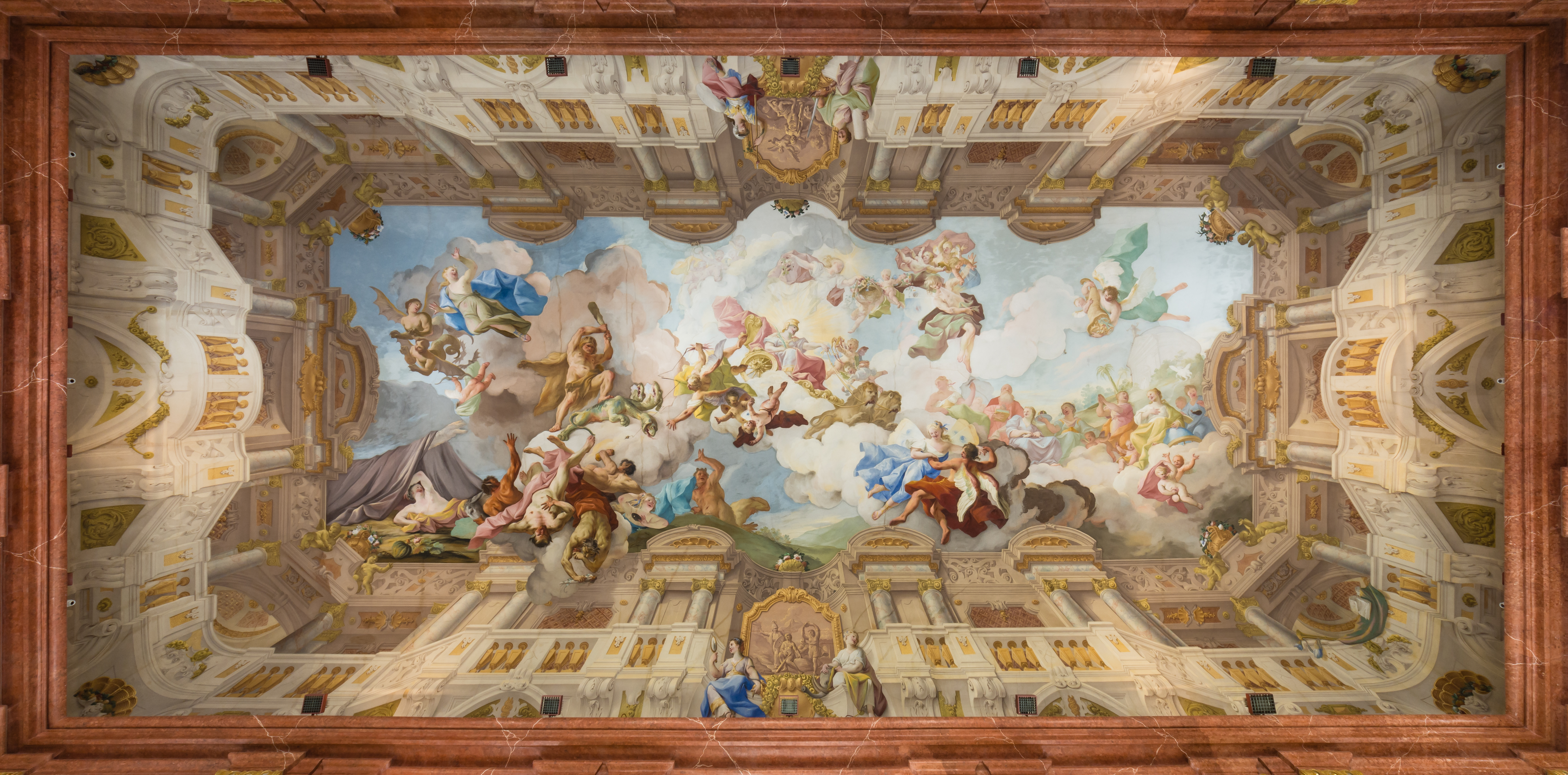
Триумф Афины Паллады и победа над тёмными силами. Фреска плафона Мраморного зала бенедиктинского монастыря в Мельке. Ок. 1732
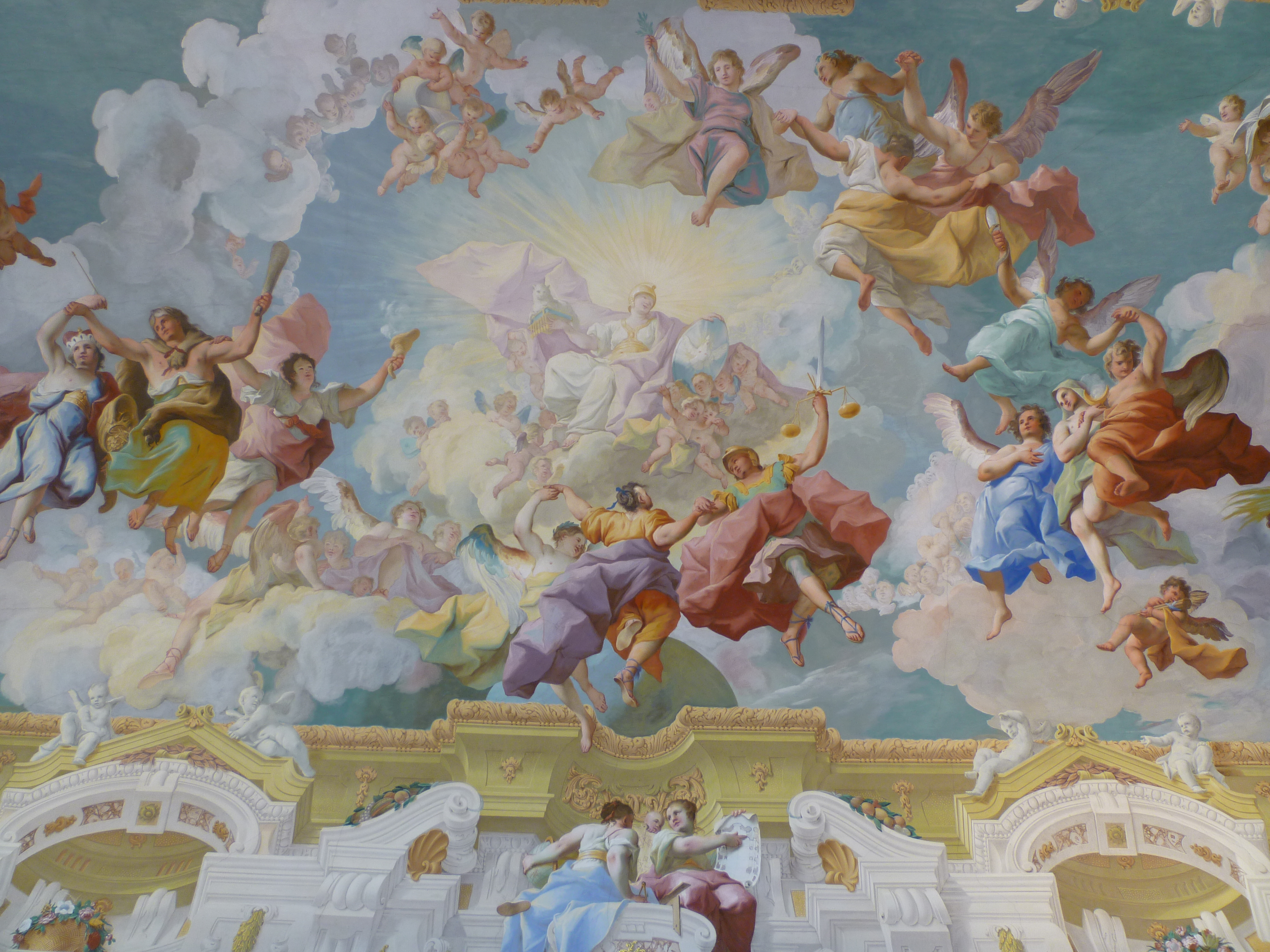
Фреска плафона Библиотеки монастыря в Мельке. Деталь
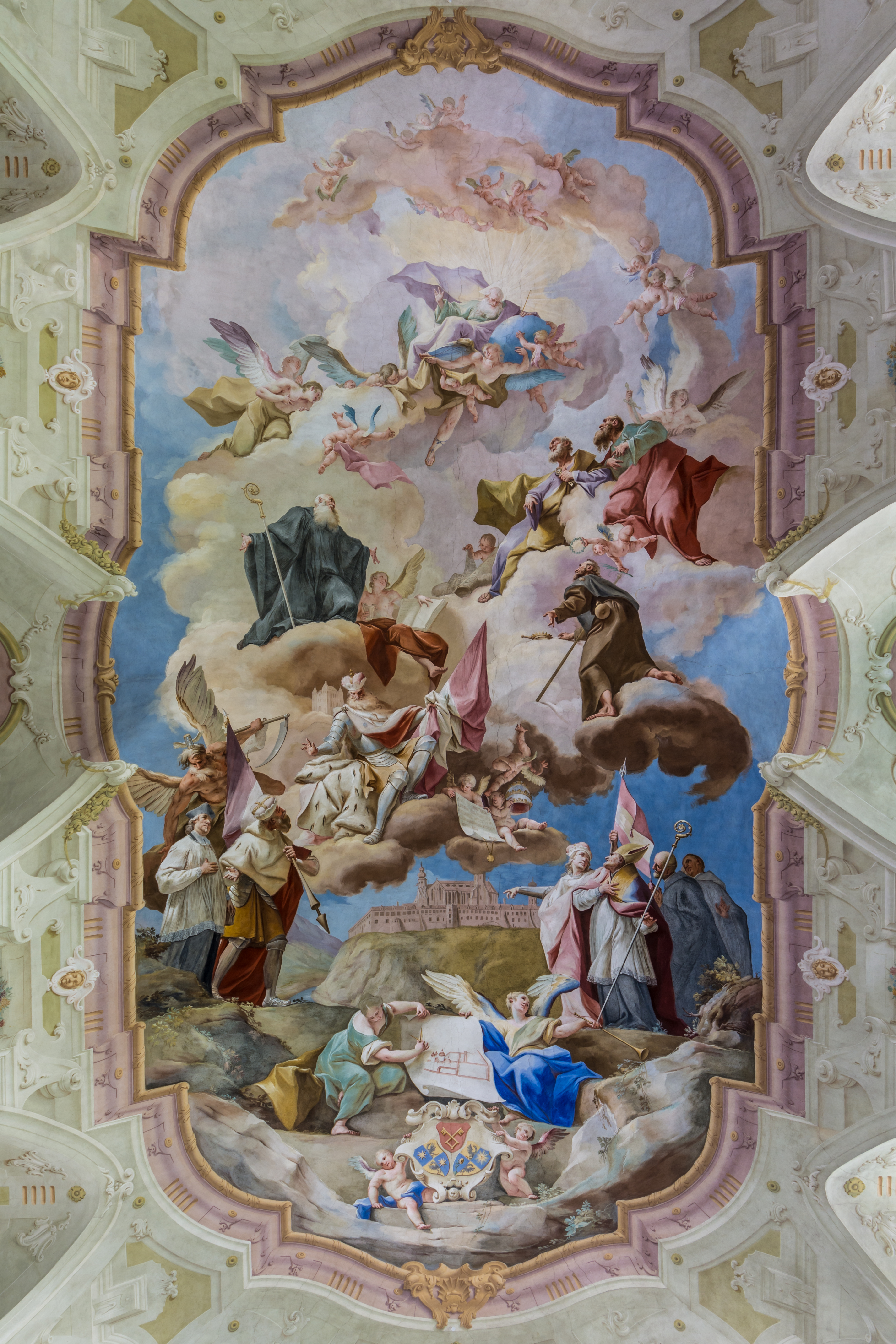
Фреска плафона Зала Святого Коломана. История монастыря Мельк. 1745
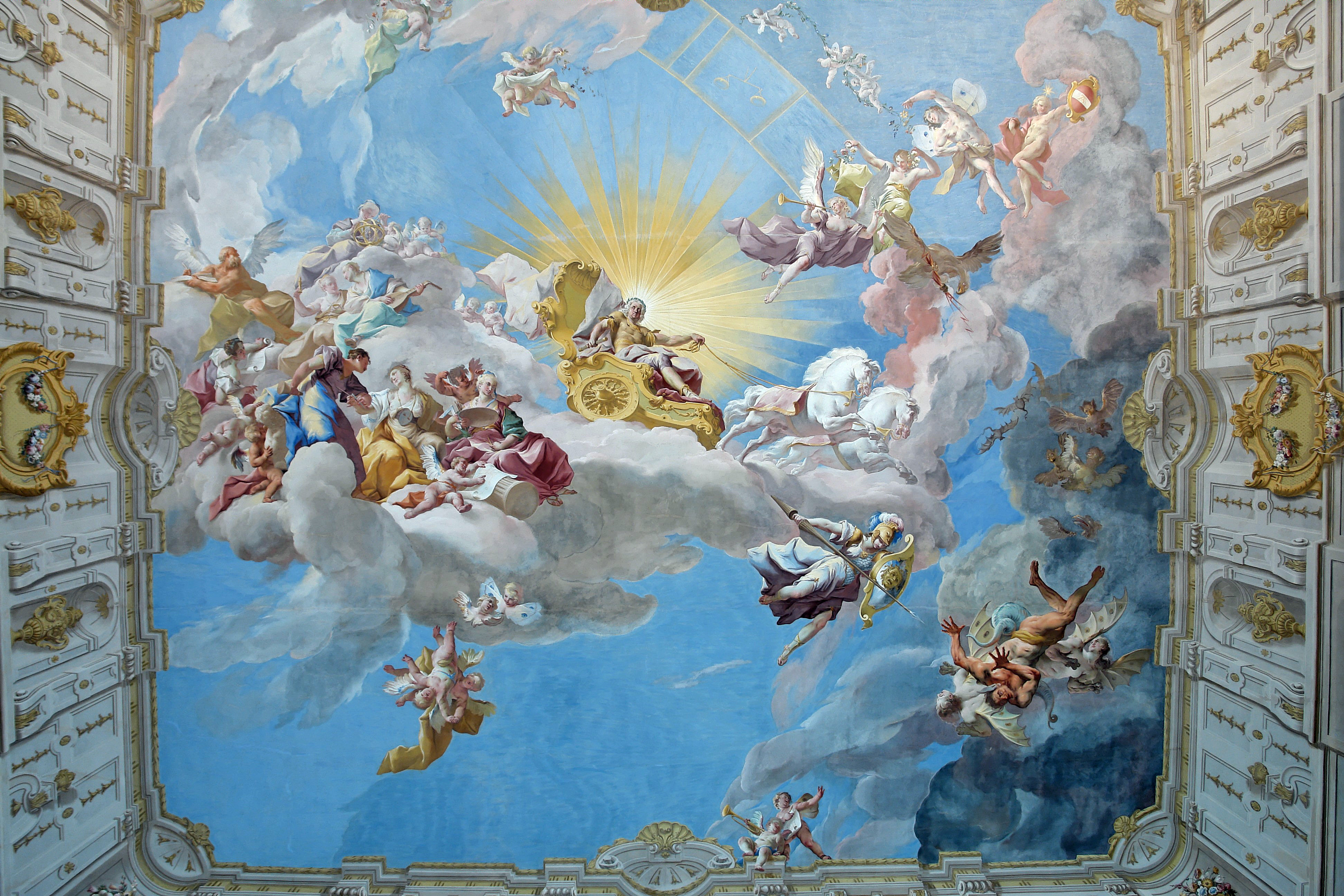
Апофеоз Карла VI. Фреска плафона парадной лестницы. 1739. Аббатство Гёттвайг, Нижняя Австрия
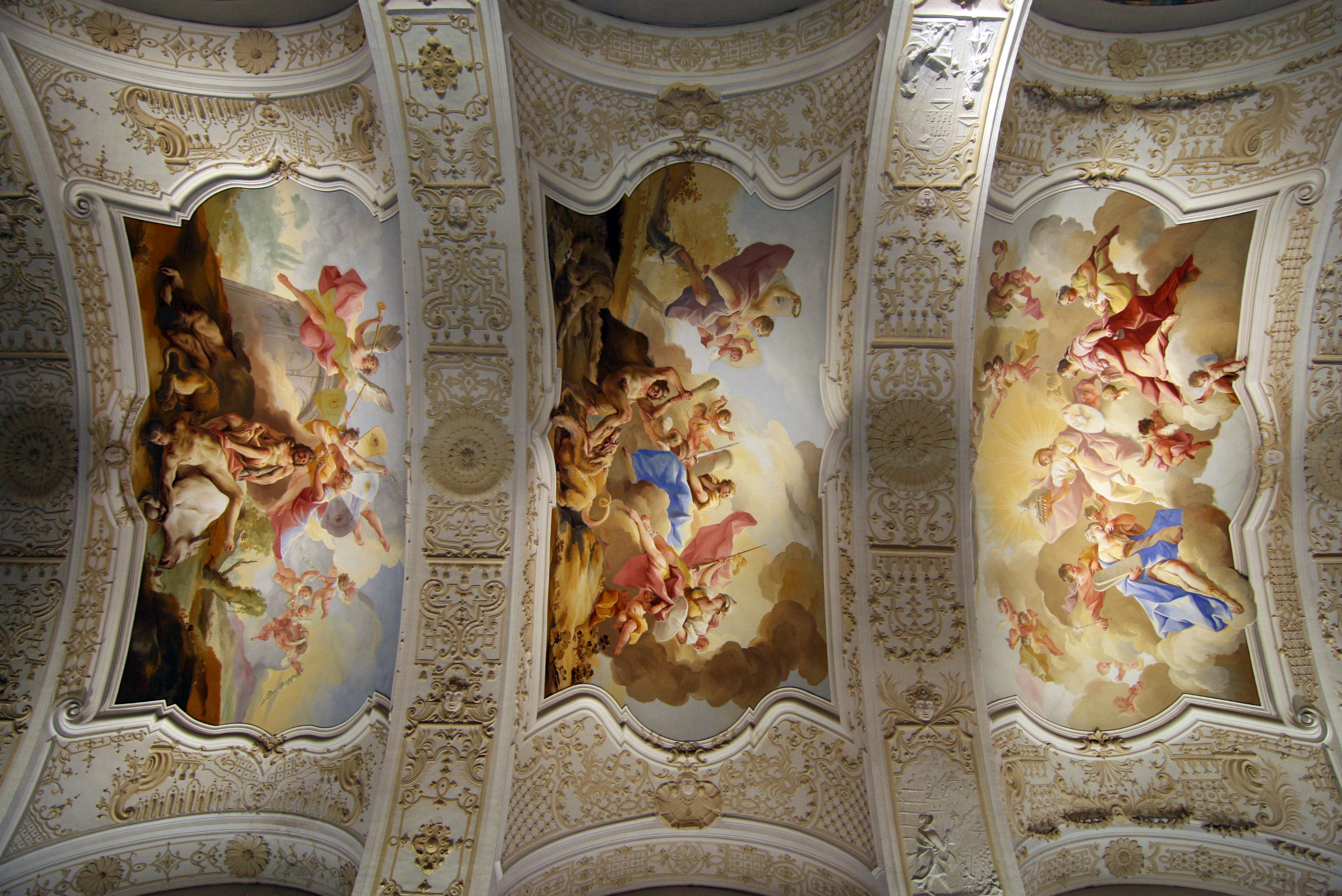
Роспись свода библиотеки монастыря в Цветле. 1732—1733
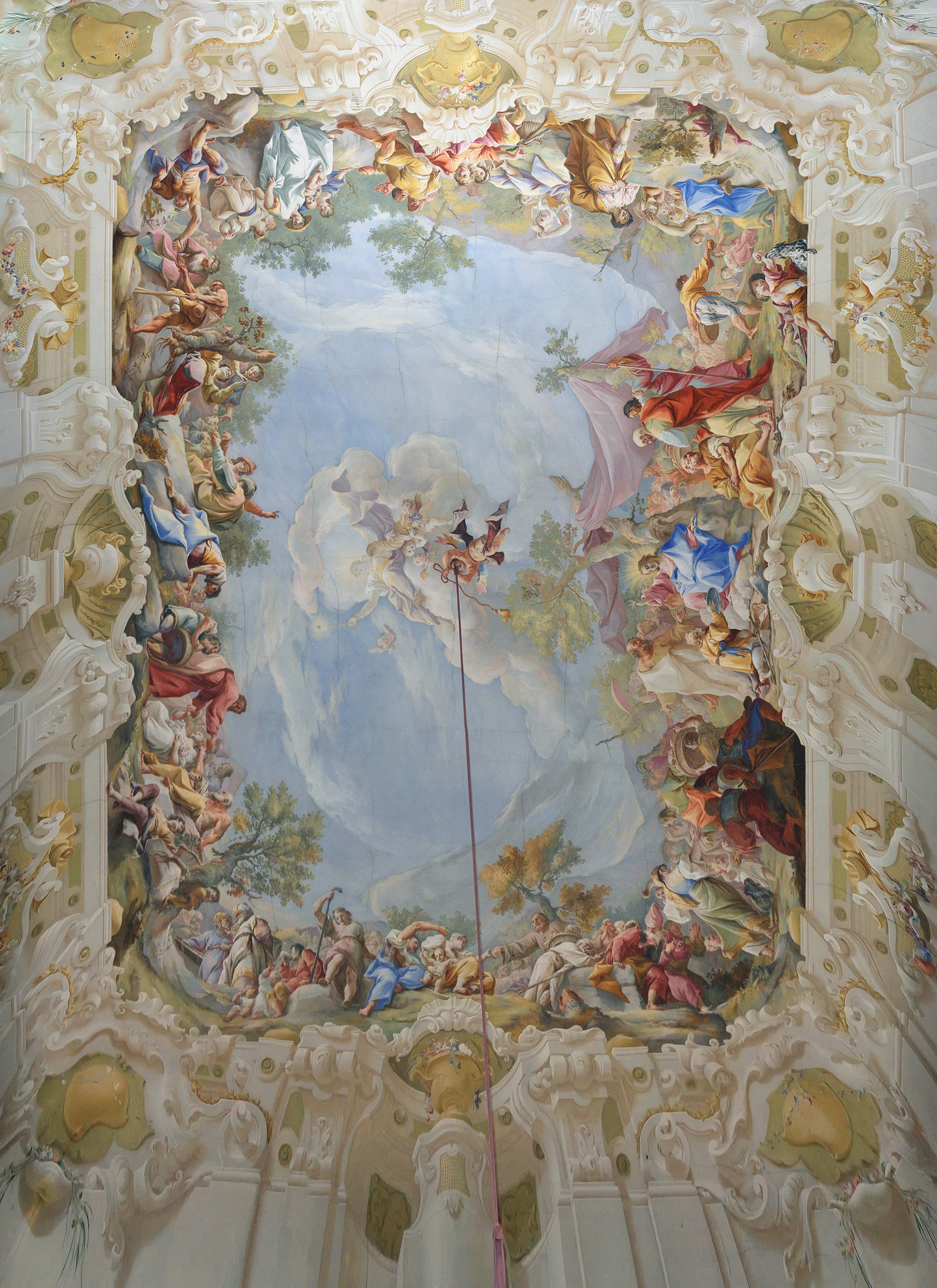
Роспись плафона Мраморного зала монастыря Герас. 1738
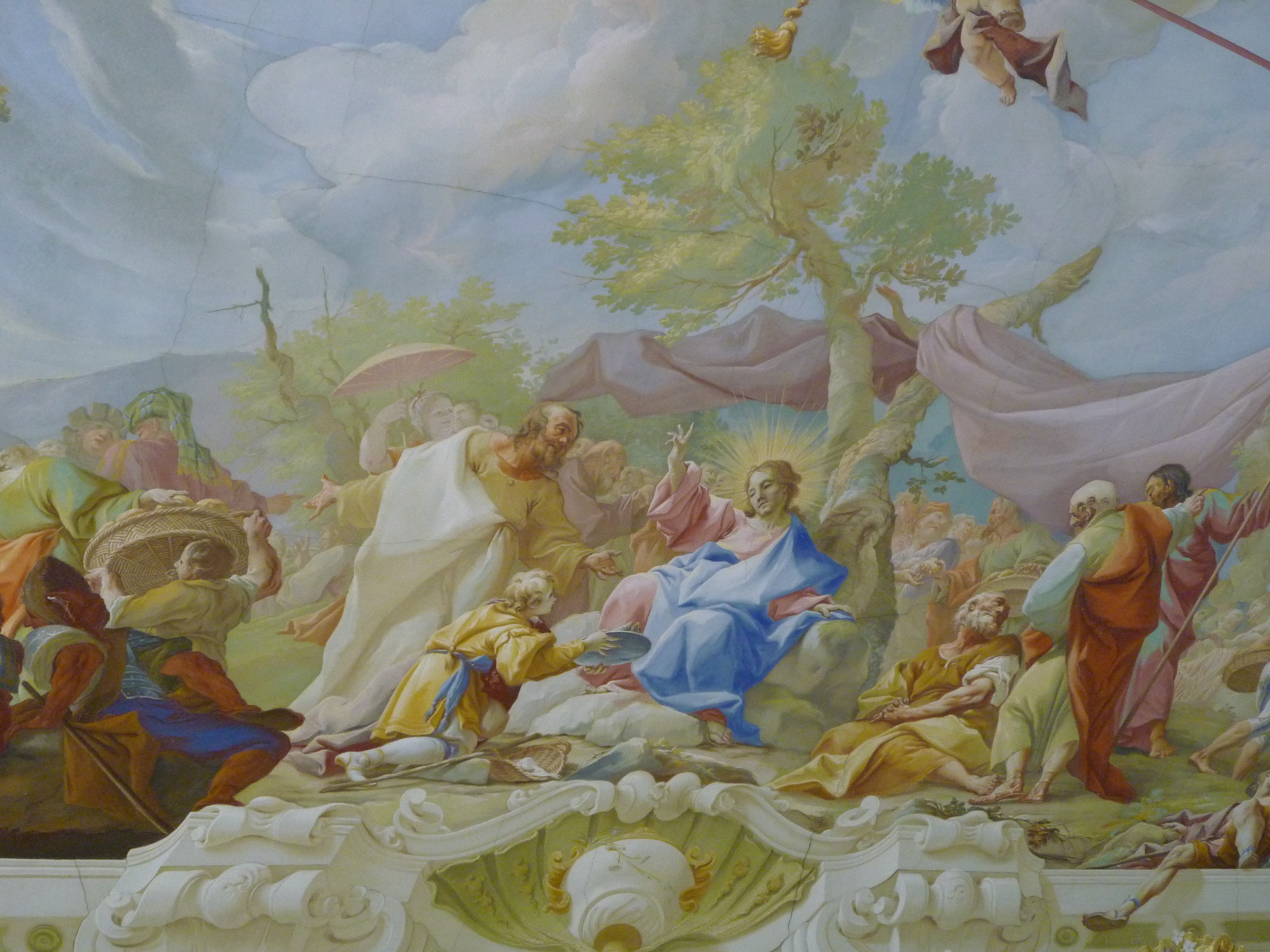
Деталь росписи
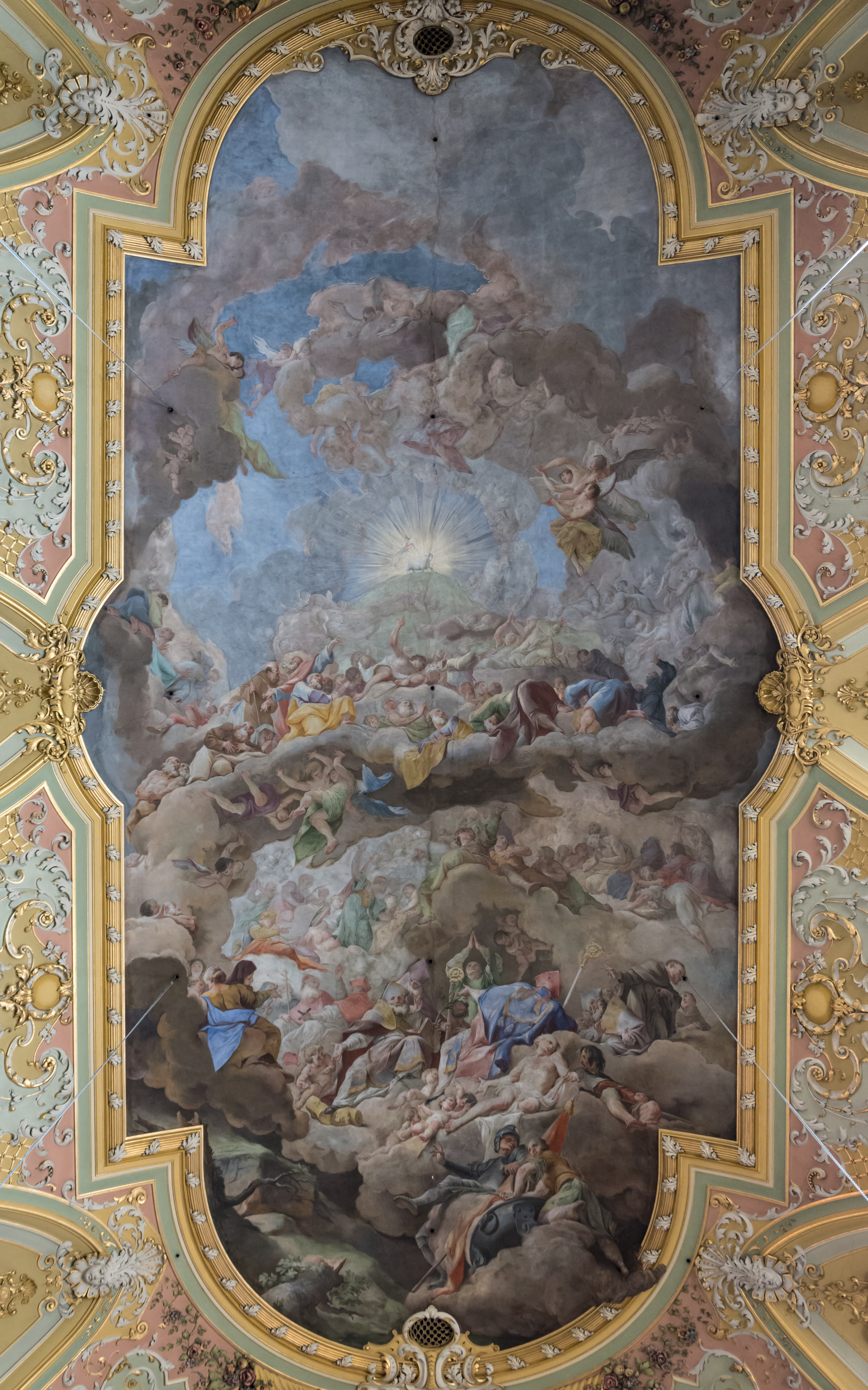
Поклонение Агнцу. Роспись плафона собора в Бриксене. 1748-1750

## Картины Пауля Трогера

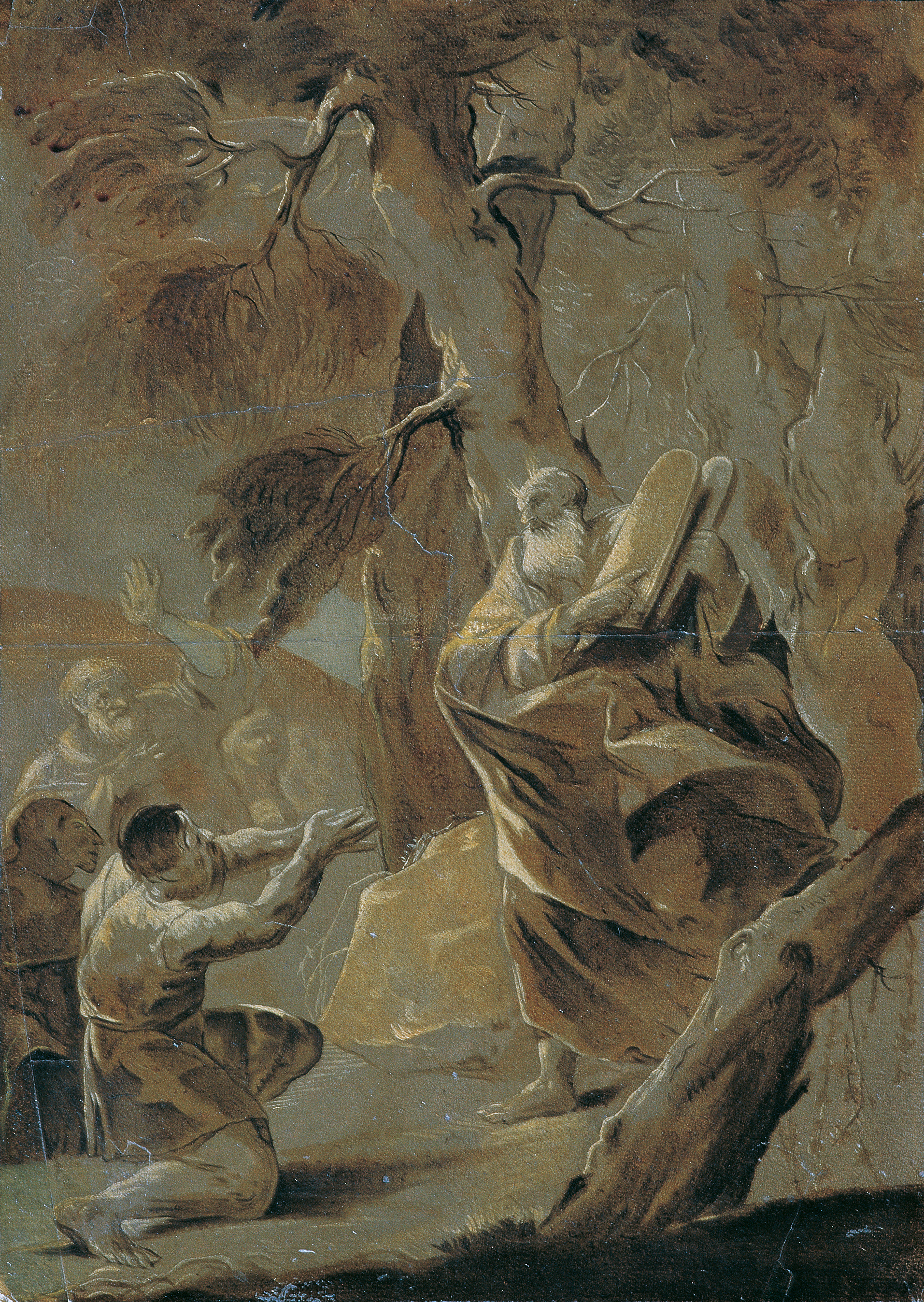
Моисей приносит Закон с горы Синай. 1750. Картон, гуашь. Галерея Бельведер, Вена
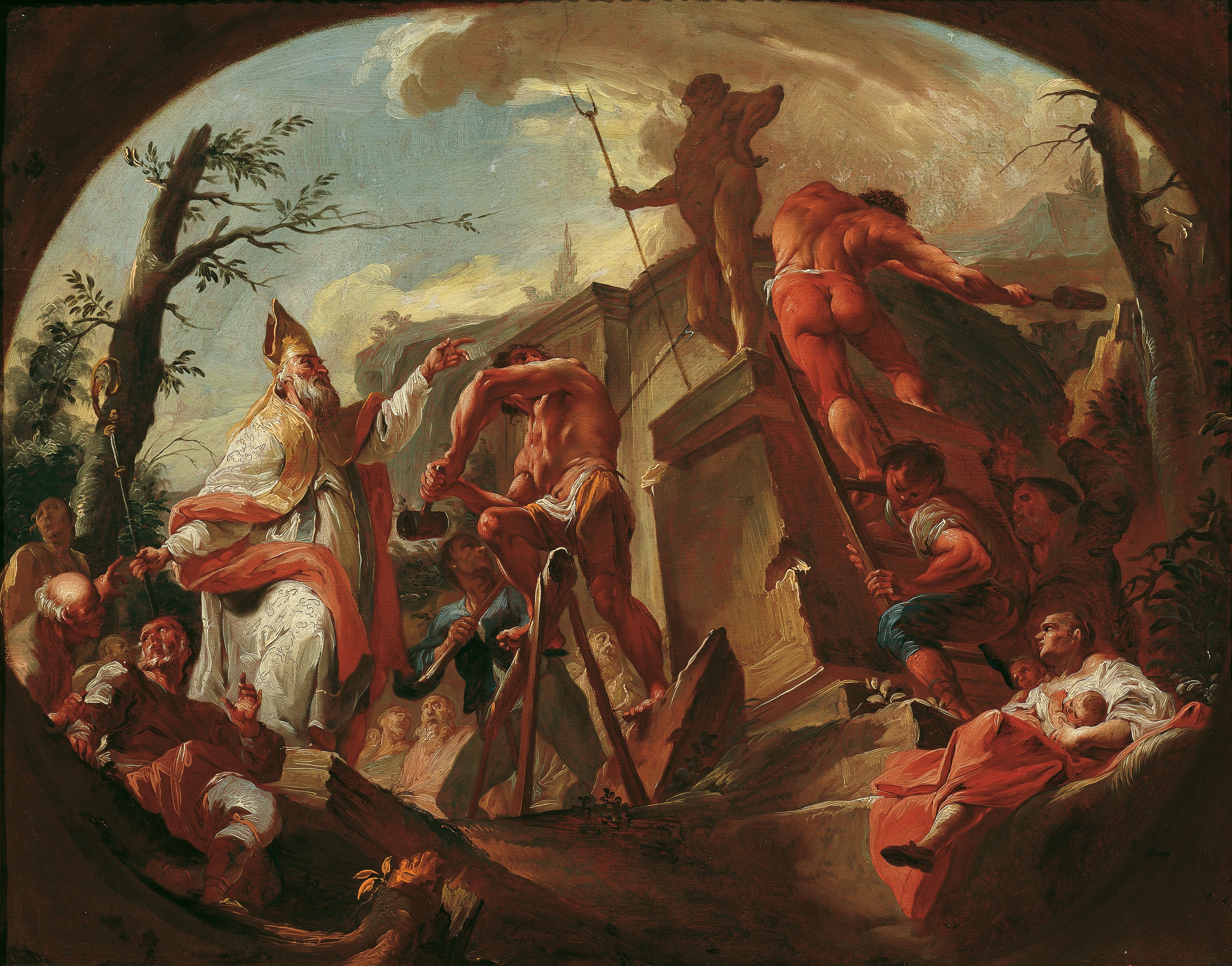
Святой Кассиан из Имолы опрокидывает идол Плутона в Сабионе. Между 1751 и 1753. Холст, масло. Галерея Бельведер, Вена
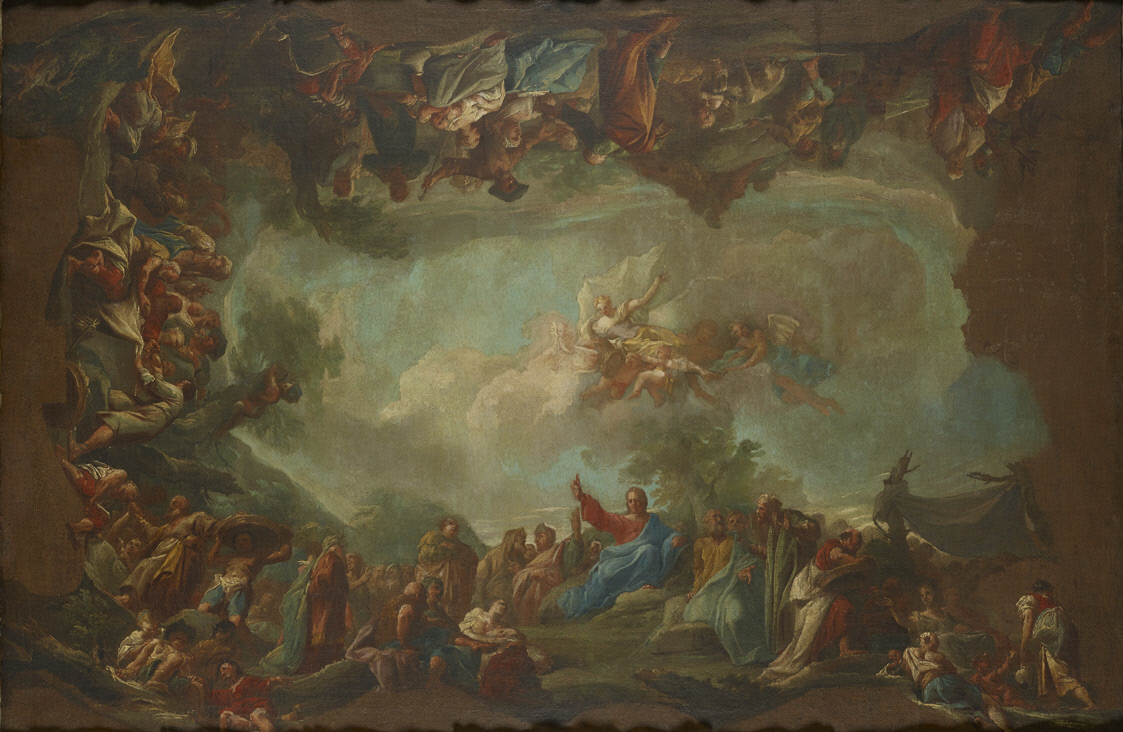
Чудесное умножение хлебов и рыб. Ок. 1731. Холст, масло. Галерея Бельведер, Вена
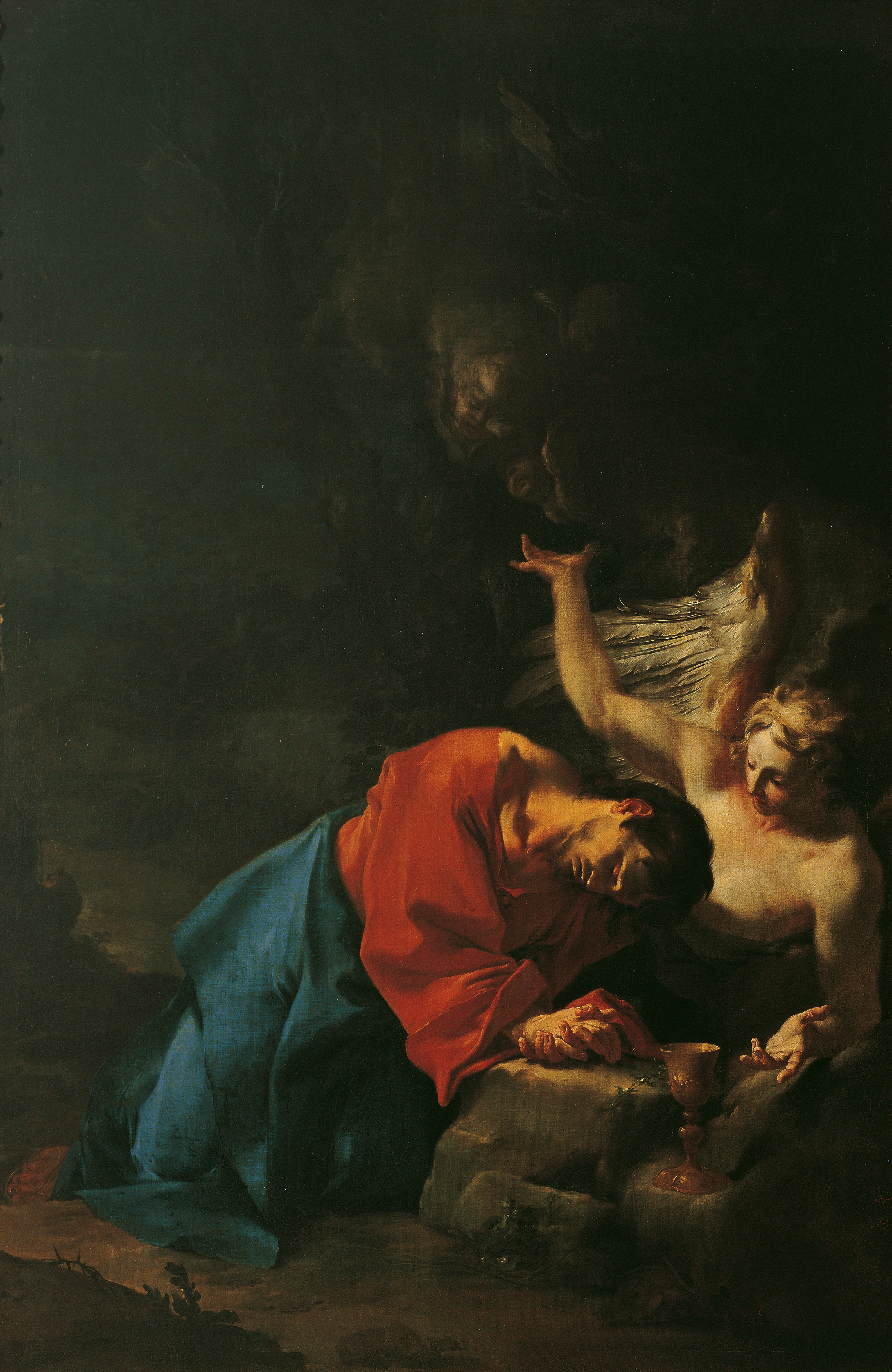
PaulХристос в Гефсиманском саду (Моление о чаше). 1750. Холст, масло. Галерея Бельведер, Вена
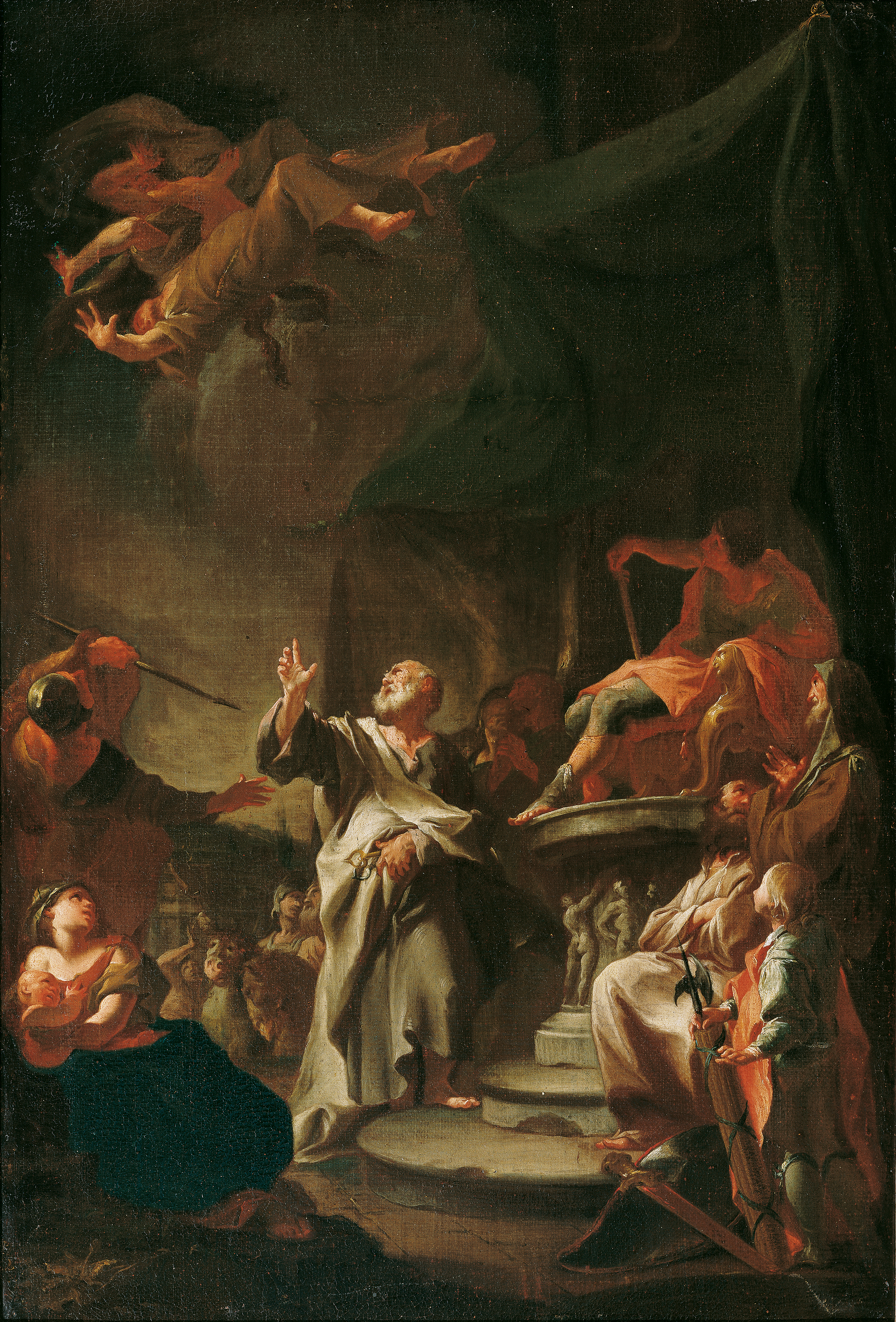
Низвержение Симона волхва. Ок. 1743. Холст, масло. Галерея Бельведер, Вена
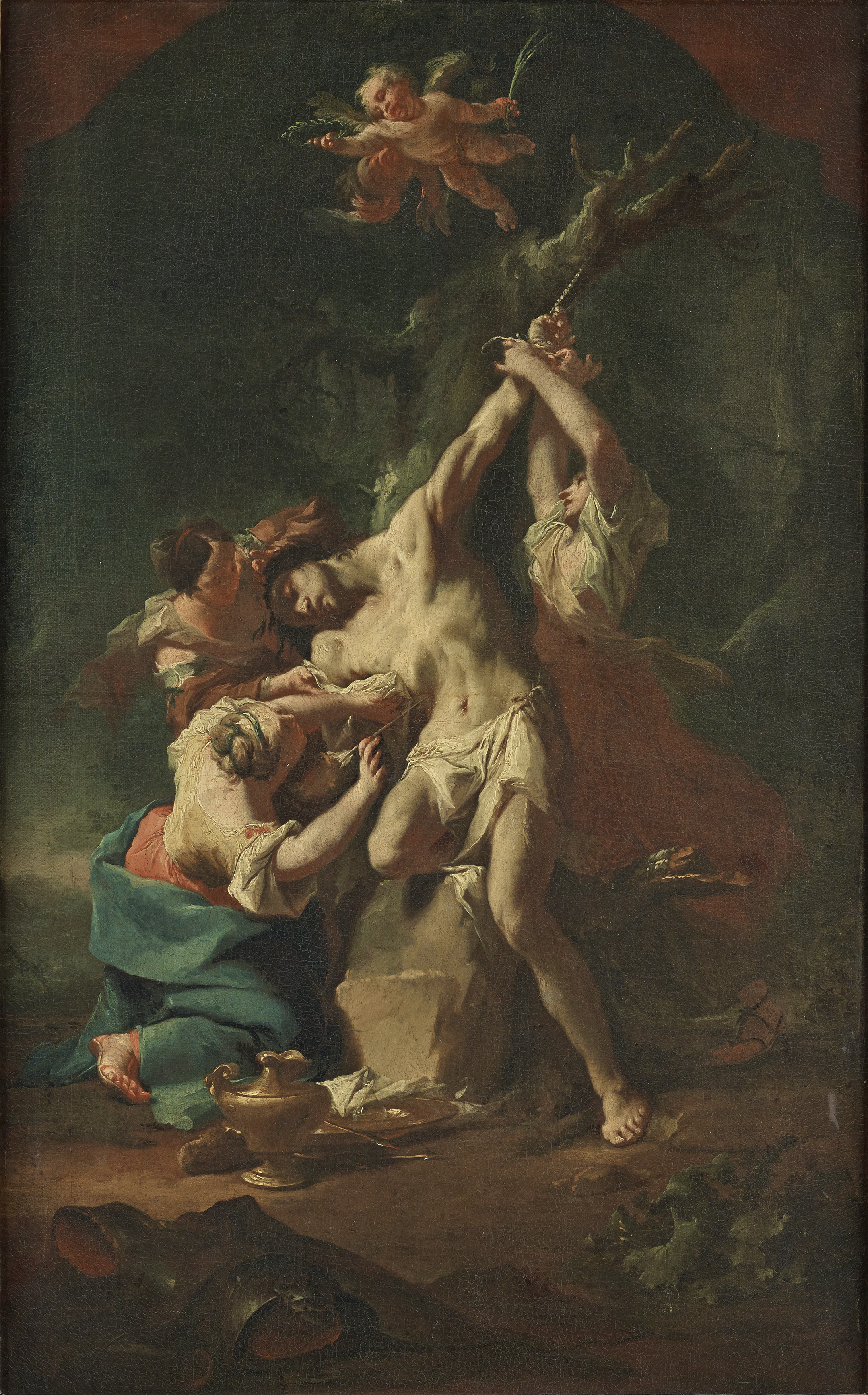
Святой Себастьян и женщины. Ок. 1746. Холст, масло. Галерея Бельведер, Вена
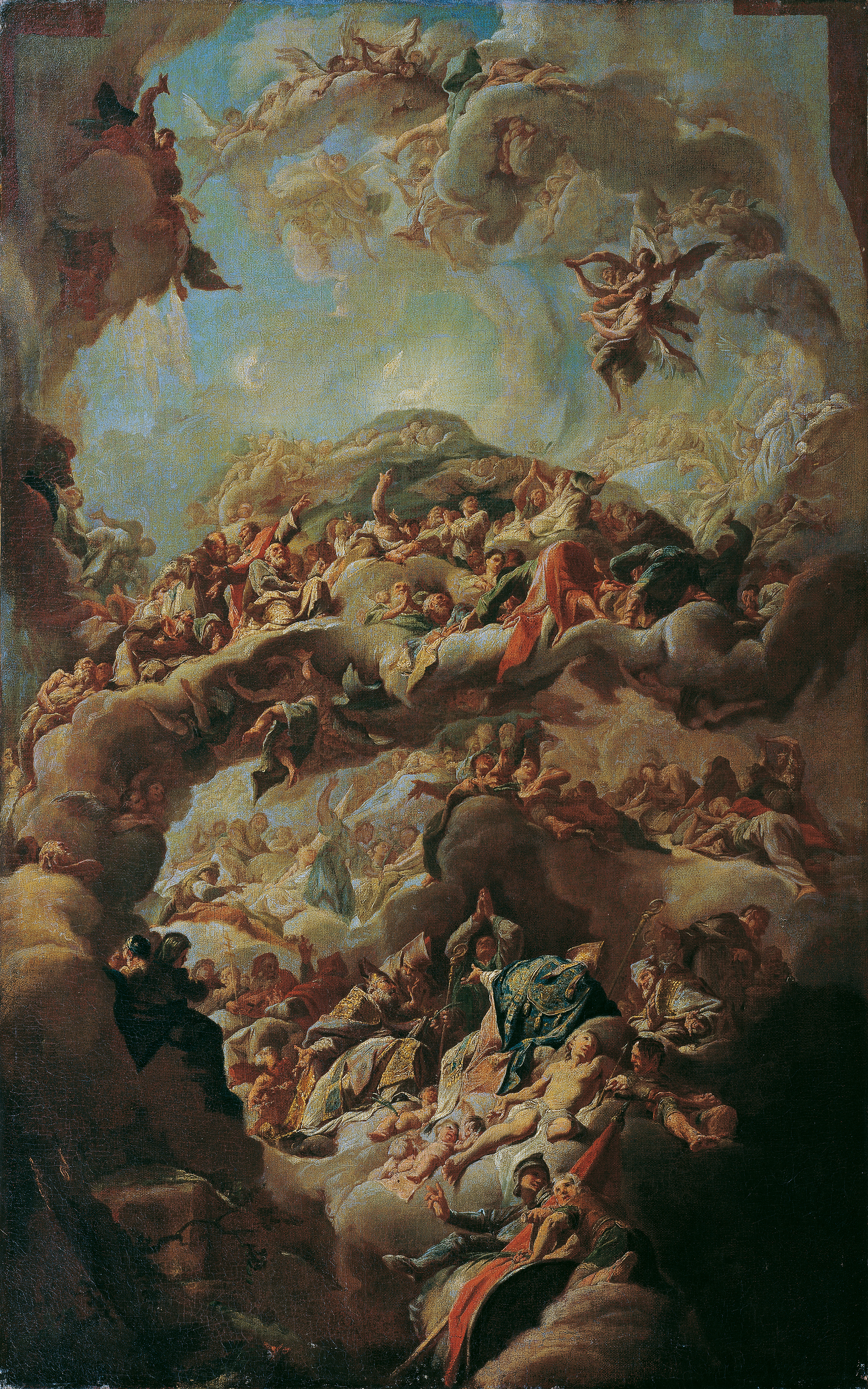
Поклонение Агнцу двадцатью четырьмя старцами Апокалипсиса. Между 1748 и 1750. Холст, масло. Галерея Бельведер, Вена